# Вертиевка (Харьковская область)
Верти́евка, до ВОВ Фёдоровка (укр. Вертіївка), село, Сазоно-Балановский сельский совет, Богодуховский район, Харьковская область.
Код КОАТУУ — 6320887502. Население по переписи 2001 г. составляет 134 (56/78 м/ж) человека.

## Географическое положение
Село Вертиевка находится на обоих берегах реки Криворотовка (в основном на левом, северном). На реке несколько запруд. Севернее расположены сёла Репки (Харьковская область) и за ним Сазоно-Балановка. Ниже по течению Криворотовки примыкает село Терновая. 
На расстоянии ~2 км расположены железнодерожные станции Буклевское, Газовое и Мерчик.
Вокруг села имеются несколько лесных массивов.

## История
- 1680 - дата первого упоминания[1].
- В 1940 году, перед ВОВ, Вертиевкой[6] называлась соседняя, расположенная к востоку современная Терновая (Дергачёвский район); а современная Вертиевка Богодуховского района называлась тогда Фёдоровкой.[2]
- В 1940 году в селе Фёдоровка были 258 дворов, молочная ферма и три ветряные мельницы.[5]